# Attack! Pro Wrestling
La ATTACK! Pro Wrestling è una federazione di wrestling gallese fondata nel 2011 da Pete Dunne e gestita al giorno d'oggi da Mark Andrews.

## Stile
Sebbene lo stile ricalchi il tipico wrestling britannico, la ATTACK! è nota soprattutto per i suoi show molto particolari, con temi sempre diversi (come il tema videogioco dello show Press Start), personaggi unici e inaspettati colpi di scena.
La ATTACK! per questo è stata nominata come promotion dell'anno da Fighting Spirit Magazine nel 2016.

## Storia
La ATTACK! è stata fondata da Pete Dunne e Jim Lee col proposito di dare più visibilità ai wrestler britannici fra cui lo stesso Dunne, Eddie Dennis e Mark Andrews.
I primi show infatti consistevano in tre serate dove gli atleti facevano parte della cerchia di amici e colleghi di Dunne e Lee, e per l'occasione si svolse il primo Elder Stein Invitational vinto da Andrews in finale contro Dunne.
Nel 2012 Mark Andrews si unì a Dunne e Lee nell'organizzazione degli eventi e poi prese il posto di Jim Lee quando questi lasciò la ATTACK!
In questo periodo iniziarono i primi peculiari show a tema come Press Start, GooseBUMPS (a tema Halloween), Under The Mistletour (a tema festivo).
Nel 2021 la ATTACK! fu costretta a chiudere a causa della pandemia e riaprì poi nel 2023 gestita dal solo Mark Andrews.

## Titoli
| Titolo                        | Campione                            | Data           | Luogo   | Evento        |
| ----------------------------- | ----------------------------------- | -------------- | ------- | ------------- |
| ATTACK! Championship          | James Ellis                         | 18 maggio 2025 | Penarth | C'est la Vie  |
| ATTACK! 24:7 Championship     | ELIJAH                              | 13 luglio 2025 | Cardiff | Rain in July  |
| ATTACK! Tag Team Championship | Harrison Bennett e Rayne Leverkusen | 19 aprile 2025 | Cardiff | Rafflemania 6 |

## Tornei

### Elder Stein Invitational Tournament
| Vincitore         | Edizione |
| ----------------- | -------- |
| Mark Andrews      | 2011     |
| Pete Dunne        | 2012     |
| Sebastian Redclaw | 2013     |
| Wild Boar         | 2015     |

### Kris Travis Tag Team Tournament
| Vincitore                | Edizione |
| ------------------------ | -------- |
| Martin Kirby e El Ligero | 2017     |
| Jim & Lee Hunter         | 2018     |

### Embassy Bingo Cathays Invitational Classic
| Vincitore    | Edizione |
| ------------ | -------- |
| Connor Mills | 2020     |